# Pian delle stelle
Pour plus de détails, voir Fiche technique et Distribution.
Pian delle stelle est un film italien réalisé par Giorgio Ferroni et sorti en 1946.

## Fiche technique
- Titre : Pian delle stelle
- Réalisation : Giorgio Ferroni
- Photographie : Aldo Tonti
- Musique : Ennio Porrino
- Société de production : Corpo Volontari della Libertà (CVL)
- Pays de production :  Italie
- Durée : 100 minutes
- Date de sortie : Italie - 18 septembre 1946[1]

## Distribution
- Antonio Centa
- Rubi Dalma
- Roldano Lupi
- Augusto Di Giovanni
- Nada Fiorelli
- Nino Pavese